# Wilton (Connecticut)
Wilton és un poble dels Estats Units a l'estat de Connecticut. Segons el cens del 2005 tenia 17.960 habitants.

## Demografia
Segons el cens del 2000, Wilton tenia 17.633 habitants, 5.923 habitatges, i 4.874 famílies. La densitat de població era de 252,6 habitants/km².
Dels 5.923 habitatges en un 46,6% hi vivien nens de menys de 18 anys, en un 75,4% hi vivien parelles casades, en un 5,4% dones solteres, i en un 17,7% no eren unitats familiars. En el 15,3% dels habitatges hi vivien persones soles el 6,6% de les quals corresponia a persones de 65 anys o més que vivien soles. El nombre mitjà de persones vivint en cada habitatge era de 2,91 i el nombre mitjà de persones que vivien en cada família era de 3,25.
Per edats la població es repartia de la següent manera: un 31,5% tenia menys de 18 anys, un 2,8% entre 18 i 24, un 25,6% entre 25 i 44, un 27,9% de 45 a 60 i un 12,2% 65 anys o més.
L'edat mediana era de 40 anys. Per cada 100 dones de 18 o més anys hi havia 86,2 homes.
La renda mediana per habitatge era de 141.428 $ i la renda mediana per família de 158.415 $. Els homes tenien una renda mediana de 100.000 $ mentre que les dones 61.611 $. La renda per capita de la població era de 65.806 $. Aproximadament l'1,3% de les famílies i el 2,9% de la població estaven per davall del llindar de pobresa.